# 로모 (기업)

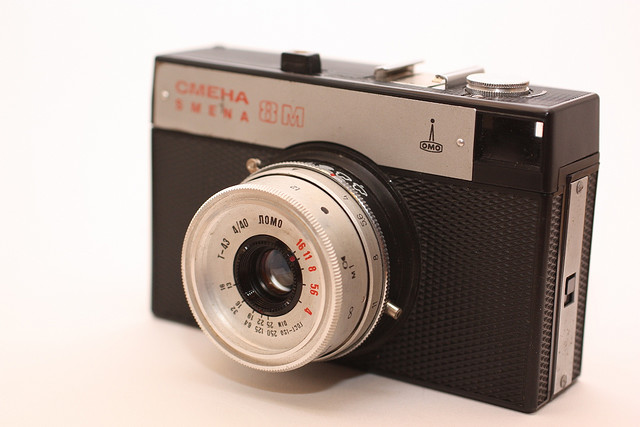
시네마-8M 카메라

로모(러시아어: Ленинградское Oптико-Mеханическое Oбъединение, 영어: LOMO)는 1914년에 설립된 러시아의 광학 기기 제조사이다.
과거에는 카메라 제조로 유명했지만, 현재는 연구용 및 군사용 광학 기기를 개발·제조하는 세계 유수의 첨단 기술을 가진 업체이다.

## 역사
러시아 혁명 직전인 1914년 2월 4일에 상트페테르부르크에서 설립된 주식 회사·광학 기계 공장이 로모의 뿌리이다.